# Liste von Pferdekrankheiten
Als Pferdekrankheit wird eine Erkrankung des Pferdes bezeichnet.

## Allgemeines
Die oft schwierige und drastische Behandlung eines Pferdes bezeichnete man noch im 18. Jahrhundert als Rosskur. Heute gibt es auf Pferdemedizin spezialisierte Veterinärmediziner.

## Einzelne Pferdekrankheiten

### Erbkrankheiten
- Cerebelläre Abiotrophie (CA)
- Equine Maligne Hyperthermie (EMH)
- Glycogen Branching Enzyme Deficiency (GBED)
- Hereditary Equine Regional Dermal Asthenia (HERDA)
- Hyperkalemic Periodic Paralysis Disease (HYPP)
- Junctional Epidermolysis Bullosa (JEB1 und JEB2)
- Muscle Integrity Myopathy (MIM, vormals PSSM2)
- Overo Lethal White Syndrom (OLWS)
- Polysaccharide Storage Myopathy (PSSM1)
- Kombinierte Immundefizienz des Araberfohlens (SCID)
- Warmblood Fragile Foal Syndrome (WFFS)

### Atmung und Lunge
- Bronchitis
- Brustseuche
- Dämpfigkeit = chronisch obstruktive Bronchopneumonie (COB)
- Druse
- Kehlkopfpfeifen
- Luftsackerkrankungen
- Lungenentzündung
- Nasen- und Lungenrotz

### Auge
- Mondblindheit
- Bindehautentzündung
- Grauer Star

### Fell und Haut
- Alopezie (krankhafter Haarausfall)
- Beschälseuche
- Einschuss
- Equines Cushing-Syndrom
- Equines Sarkoid
- Hautpilz
- Insektenstich
- Ladendruck
- Mauke
- Nesselfieber
- Hautrotz
- Satteldruck
- Sommerekzem

### Gelenk, Muskel und Knochen (Bewegungsapparat)
- Nackenbandverkalkung
- Arthrose
- Degenerative Suspensory Ligament Desmitis (Fesselträgerentzündung)
- Eiergalle: siehe Gallen
- Faszienverklebung
- Fraktur
- Gallen
- Gelenkgalle: siehe Gallen
- Genickbeule: siehe Gallen
- Kissing Spine
- Knieschwamm: siehe Gallen
- Kreuzgalle: siehe Gallen
- Kreuzverschlag
- Kurbengalle: siehe Gallen
- Lahmheit
- Leist
- Liegebeule: siehe Gallen
- Muskelzerrung
- Phlegmone
- Piephacke: siehe Gallen
- Podotrochlose (Hufrollenentzündung)
- Schale (Krankheit)
- Schleimbeutelgalle: siehe Gallen
- Sehnenentzündung
- Sehnenscheidengalle: siehe Gallen
- Spat
- Stelzfuß
- Stollbeule: siehe Gallen
- Steingalle

### Harn- und Geschlechtsapparat (Urogenitalsystem)
- Ansteckende Gebärmutterentzündung des Pferdes oder Kontagiöse Equine Metritis (CEM)
- Endometrose
- Nachgeburtsverhaltung
- Penisvorfall
- Harnstein

### Infektionskrankheiten

#### Viruserkrankungen
- Afrikanische Pferdepest, anzeigepflichtig
- Ansteckende Blutarmut der Einhufer (Equine Infektiöse Anämie), anzeigepflichtig
- Borna-Krankheit, meldepflichtig
- Equine Arteritis
- Equines Foamyvirus
- Hendra-Virus
- Herpes
- Japanische Enzephalitis, anzeigepflichtig
- Pferdeenzephalomyelitis, anzeigepflichtig

- Östliche Pferdeenzephalomyelitis
- Venezolanische Pferdeenzephalomyelitis
- Westliche Pferdeenzephalomyelitis

- Pferdeinfluenza
- Stomatitis vesicularis, anzeigepflichtig
- Tollwut, anzeigepflichtig
- West-Nil-Virus-Infektion, anzeigepflichtig

#### Bakterielle Erkrankungen
- Ansteckende Gebärmutterentzündung des Pferdes oder Kontagiöse Equine Metritis (CEM)
- Borreliose
- Botulismus
- Fohlenlähme
- Leptospirose
- Neuroborreliose
- Tetanus
- Druse

### Nervensystem
- Dummkoller (Gehirnwassersucht)
- Wobbler-Syndrom
- Ataxie
- Zerebelläre Abiotrophie

### Hormonsystem
- Equines Cushing-Syndrom
- Equines Metabolisches Syndrom

### Huf
- Ausschuhen
- Ballentritt
- Bockhuf
- Hornspalt
- Hufbeinbruch
- Hufbeinsenkung
- Hufgeschwür
- Hufkrebs
- Hufrehe
- Kronentritt
- Nageltritt
- Steingalle
- Strahlfäule
- Untergeschobene Trachten
- Zwanghuf

### Entwicklungsstörungen
- Klopphengst (Spitzhengst)
- Wachstumsstörungen

### Verdauung
- Kolik
- Krampfkolik
- Schlundverstopfung
- Nabelbruch
- Magengeschwüre

### Verhalten
- Headshaking
- Dauerrosse, Roßkoller
- Koppen (Freikopper, Aufsetzkopper)
- Weben

### Sonstige Erkrankungen
- Anhidrose
- Crotalariosis equorum
- Equine Odontoclastic Tooth Resorption and Hypercementosis (EOTRH)
- Seneziose
- Surra
- Würmer (Bandwürmer, Lungenwürmer, Pferdepalisadenwurm, Echinokokkose der Pferde …)